# 앤서니 데이비스 (농구 선수)
앤서니 마션 데이비스 주니어(영어: Anthony Marshon Davis Jr., 1993년 3월 11일~)는 미국의 농구 선수로 포지션은 포워드 센터이다.  현재 미국 프로 농구 리그인 전미 농구 협회(NBA)의 댈러스 매버릭스에서 뛰고 있다.
데이비스는 미국 농구 대표팀의 일원이며 2012년 하계 올림픽, 2014년 월드컵, 2024년 하계 올림픽에서 우승을 차지했다.

## 생애
미국 일리노이주 시카고 출신으로 퍼스펙티브 차터 스쿨에서 농구를 했다.